# 삼왕국 전쟁
삼왕국 전쟁(영어: Wars of the Three Kingdoms, British Civil Wars)은 1639년에서 1651년 사이에 잉글랜드 왕국, 아일랜드 왕국, 스코틀랜드 왕국에서 벌어진 전쟁이다. 잉글랜드 내전(제1차, 제2차, 제3차) 역시 그의 일부분이다. 
그 외에도 1639년-1640년의 주교 전쟁, 1644년-1645년의 스코틀랜드 내전, 1641년 아일랜드 반란, 1649년의 크롬웰의 아일랜드 정복, 1642년-1649년의 아일랜드 맹방 전쟁도 포함된다.

## 같이 보기
- 잉글랜드 내전
- 유럽 종교전쟁
- 30년 전쟁
- 북아일랜드 분쟁